# Khiêu dâm tại Ấn Độ

Bản đồ hiển thị luật nội dung khiêu dâm của thế giới.
Hoàn toàn hợp pháp
Hợp pháp một phần, theo một số hạn chế hoặc tình trạng không rõ ràng
Không hợp lệ
Dữ liệu không có sẵn

Ở Ấn Độ, xem hoặc sở hữu các văn hóa phẩm khiêu dâm là hợp pháp. Tuy nhiên, việc sản xuất, xuất bản, hoặc phân phối các tài liệu này là bất hợp pháp. Nội dung khiêu dâm có trong các tạp chí in, nhưng chủ yếu được tiêu thụ qua internet. Mức tiêu thụ này đang gia tăng cùng với sự phổ biến của điện thoại thông minh và internet. Mặc dù sự tiếp cận ngày càng tăng, đàm luận công khai và quan điểm về nội dung khiêu dâm vẫn tắt tiếng và là một điều cấm kỵ ở nhiều nơi tại Ấn Độ.

## Các loại xuất bản phẩm

### Ấn phẩm
Các nghiên cứu phát hiện ra rằng phương tiện truyền thông in ít được truy cập rộng rãi như phương tiện truyền thông internet ở Ấn Độ. Một khảo sát ngẫu nhiên của 96 nhà cung cấp ngẫu nhiên, như các cửa hàng video, các cửa hàng tải / nạp tiền di động và các quán cà phê Internet tại Haryana, Ấn Độ cho thấy 17% trưng bày nội dung khiêu dâm công khai, 34% bán công khai, và 49% giữ nó kín. Có thể các điều cấm kỵ về văn hoá  và các vấn đề pháp lý (như được mô tả bên dưới) làm cho việc xem nội dung khiêu dâm ở Ấn Độ trở nên hấp dẫn hơn thông qua các phương tiện internet, chẳng hạn như máy tính hoặc điện thoại thông minh, để có thêm sự riêng tư.

### Internet
Tài liệu khiêu dâm trên Internet trở nên phổ biến ở Ấn Độ với từ 30% tới 70% tổng lưu lượng truy cập từ các trang mạng khiêu dâm. Nó đã trở thành một phần lớn lưu lượng truy cập và nguồn lợi tức dữ liệu cho các công ty viễn thông. Một trang web khiêu dâm phổ biến đã phát hành dữ liệu người xem, qua đó thủ đô của quốc gia Delhi chiếm đến 40% lưu lượng truy cập.
Một cuộc thăm dò ý kiến cho thấy 63% thanh niên ở các khu vực thành thị như Haryana cho biết có xem các tài liệu khiêu dâm với 74% truy cập nó qua điện thoại di động của họ. Khi điện thoại thông minh và truy cập internet ở Ấn Độ tiếp tục tăng, nhiều người sẽ có thể xem tài liệu khiêu dâm riêng tư. Quartz đã phát hiện ra rằng 50% địa chỉ IP của Ấn Độ truy cập các trang web khiêu dâm phổ biến trên điện thoại di động. Các truyện tranh khiêu dâm trực tuyến cũng đã trở nên phổ biến ở Ấn Độ khi Internet càng này càng được tiếp cận dễ dàng hơn đối với người dân bình thường.

## Khiêu dâm nhẹ
Trước sự bùng nổ của Internet, phim ảnh khiêu dâm mềm đã được tiêu thụ phổ biến ở Ấn Độ  Tùy thuộc vào định nghĩa của khiêu dâm nhẹ, có nhiều tranh cãi rằng, nhiều bộ phim tiếng Hindi có nội dung khiêu dâm nhẹ nhàng sử dụng các bài hát và cảnh được thiết kế để kích thích tình dục cho người xem chúng. 

## Tính hợp pháp
Luật pháp liên quan đến nội dung khiêu dâm hoặc là "tục tĩu" được quy định tại Đoạn 292 của Bộ luật hình sự Ấn Độ, đã được sửa đổi bởi Đạo luật CNTT để bao gồm dữ liệu điện tử.
Đạo luật Công nghệ thông tin năm 2000 (Đạo luật CNTT) Chương XI Đoạn 67, Chính phủ Ấn Độ quy định các hình ảnh khiêu dâm trực tuyến là một hành vi vi phạm có thể bị phạt. Bộ luật Hình sự Ấn Độ, 1860 mục 293 cũng làm cho việc bán các đồ vật tục tĩu cho trẻ dưới tuổi vị thành niên là bất hợp pháp. Phần 67 của Đạo luật CNTT đề cập đến "xuất bản các tài liệu tục tĩu dưới dạng điện tử". Luật này được giải thích là hình sự hóa việc đăng nội dung khiêu dâm trực tuyến. Tuy nhiên, truy cập nội dung "tục tĩu" riêng tư không phải là bất hợp pháp. Đạo luật CNTT đã được Quốc hội sửa đổi vào năm 2008, và mục 67B đã được đưa vào hình sự hóa việc duyệt, tải xuống, tạo ra và xuất bản tài liệu khiêu dâm trẻ em. Khiêu dâm trẻ em cũng bị hình sự hóa một cách rõ ràng.
Khiêu dâm trẻ em ở Ấn Độ là bất hợp pháp. Vào tháng 2 năm 2009, Quốc hội Ấn Độ đã thông qua "Dự luật Công nghệ thông tin", cấm việc tạo và chuyển tải nội dung khiêu dâm trẻ em. Dự luật này cho phép các cơ quan thực thi pháp luật Ấn Độ thực hiện hành động nghiêm ngặt chống lại những người tìm kiếm nội dung khiêu dâm trẻ em. Ví dụ: khi duyệt qua nội dung khiêu dâm trẻ em trên Internet có thể dẫn đến hình phạt 5 năm tù và một khoản tiền phạt ₹ 40 lakh.
Tại Ấn Độ, phân phối nội dung khiêu dâm là bất hợp pháp. Tuy nhiên, việc thực thi không nghiêm trọng và các tài liệu khiêu dâm có thể dễ dàng có sẵn ở những nơi công cộng. Các bộ phim / ảnh khiêu dâm nhẹ / nặng dễ dàng truy cập qua tạp chí, phim hoặc Internet. Luật quy định rằng sở hữu và xem các tài liệu khiêu dâm là hợp pháp nhưng sản xuất và phân phối đều bị cấm.
Phim khiêu dâm ở Ấn Độ được gọi là Phim Xanh và có ở hầu hết mọi nơi; đặc biệt là ở những nơi có tài liệu bất hợp pháp đã được bán rồi. Mặc dù bất hợp pháp, các cửa hàng bán tài liệu "cho những người lớn tuổi" có rất nhiều ở các thành phố lớn và quảng cáo công khai; pháp luật hiếm khi được thi hành trong trường hợp này.

## Quan điểm văn hoá-xã hội
Nhiều chủ đề liên quan đến tình dục, như tài liệu khiêu dâm, được coi là điều cấm kỵ trong các hộ gia đình Ấn Độ truyền thống. Xu hướng này dường như đang thay đổi nhanh chóng, đặc biệt là ở các thành phố đô thị hóa. Các nhà nghiên cứu nhận thấy rằng giáo dục giới tính cơ bản của thanh thiếu niên sinh ra từ những năm 90 trở đi ở Ấn Độ xuất phát từ các hình ảnh khiêu dâm và các cuộc đối thoại giữa những người bạn của họ, gây ra những lo lắng về tình dục lâu dài và thất vọng trong các nền văn hoá khác, nơi thanh thiếu niên học các quan điểm tình dục từ khiêu dâm. Tuy nhiên, do internet và sự tiếp cận ngày càng tăng của người dân, vấn đề khiêu dâm dần dần đi vào các cuộc đàm luận công khai, đáng chú ý nhất là sự phật ý đối với lệnh của chính phủ năm 2015 để kiểm duyệt 857 trang web có chứa các tài liệu rõ ràng.

## Khiêu dâm đồng tính luyến ái
Nội dung khiêu dâm đồng tính luyến ái không được phổ biến rộng rãi như ấn phẩm, do các điều cấm kỵ về văn hoá-xã hội xung quanh cả tài liệu khiêu dâm và đồng tính luyến ái. Tuy nhiên, địa chỉ IP của Ấn Độ xem cả nội dung khiêu dâm đồng tính nữ và đồng tính nam bằng cách sử dụng internet, với sự gia tăng 213% trong việc tìm kiếm nội dung khiêu dâm đồng tính nam. Thêm vào đó, việc tìm kiếm nội dung khiêu dâm phổ biến nhất ở nữ giới ở Ấn Độ tập trung vào nội dung khiêu dâm đồng tính nữ và đồng tính nam.

## Bạo lực
Những người quan trọng trong các phương tiện truyền thông đã lập luận rằng, kiểm duyệt khiêu dâm sẽ làm giảm văn hóa hãm hiếp ở Ấn Độ. Không có mối liên hệ giữa nội dung khiêu dâm là một yếu tố quan trọng trong tỷ lệ tội phạm và bạo lực ở Ấn Độ. Các bộ trưởng Ấn Độ từ chức sau khi bị bắt khi xem phim khiêu dâm trong quốc hội. Nhiều chính trị gia Ấn Độ, kể cả bộ trưởng phụ trách vấn đề phụ nữ, đã từ chức sau khi bị bắt gặp xem các nội dung khiêu dâm trên điện thoại di động trong một phiên họp của quốc hội. Liên hệ giữa nội dung khiêu dâm và bạo lực tình dục đã không được quan sát ở các nước khác.

## Nghề nghiệp tình dục
Một số nghiên cứu cho rằng hình ảnh khiêu dâm ảnh hưởng đến mại dâm ở Ấn Độ. Ví dụ, một nghiên cứu với 555 gái điếm phát hiện ra rằng 45% ảnh hưởng khiêu dâm khiến khách hàng mong muốn quan hệ tình dục qua đường hậu môn. Trong một nghiên cứu khác, các gái điếm tường thuật rằng họ được yêu cầu thực hiện các hành vi tình dục mới như quan hệ tình dục qua đường hậu môn, thủ dâm và các vị trí tình dục khác nhau, yêu cầu họ tin rằng đó là do sự tiếp xúc nhiều với nội dung khiêu dâm. Những tác động của những nghiên cứu này hiện không rõ ràng đối với chính sách y tế công cộng ở Ấn Độ.